# Armand Beauvais
Arnaud Jules "Armand Julie" Beauvais, född 6 september 1783 nära Pointe-Coupée i Spanska Louisiana, död 18 november 1843 i Bayou St. John i New Orleans i Louisiana, var en amerikansk politiker (nationalrepublikan). Han var Louisianas guvernör 1829–1830.
Beauvais var yngst av åtta barn till Pierre Beauvais och Marie Françoise Riche. År 1802 köpte han familjens plantage från modern som hade blivit änka. År 1810 blev Beauvais fredsdomare och följande år gifte han sig med Louise Delphine Labatut. I början av 1820-talet tjänstgjorde han som talman i Louisianas representanthus. Han profilerade sig som anhängare av John Quincy Adams. Beauvais var även verksam som advokat. Han var talman i Louisianas senat 1827–1829.
Guvernör Pierre Derbigny avled 1829 i ämbetet och efterträddes av Beauvais. År 1830 efterträddes han sedan av Jacques Dupré.
Katoliken Beauvais avled 1843 och gravsattes på St. Louis Cemetery No. 2 i New Orleans.